# Paweł Holszański
Pour les articles homonymes, voir Holszański.
Paweł Holszański (en lituanien : Povilas Alšėniškis) armoiries Hippocentaurus (en)  né vers 1485, et mort à Vilnius le 4 septembre 1555, est un évêque catholique et l'un des derniers descendants masculins de la puissante famille princière Olszański du grand-duché de Lituanie,

## Biographie
Paweł Holszański est le fils du prince Aleksander Holszański, châtelain de Vilnius, et de Zofia Sudymuntowiczówna. 
Il a été évêque de Łuck (aujourd'hui en Ukraine) entre 1507 et 1536. L'évêché de Vilnius devient la propriété des aristocrates lituaniens à partir de Wojciech Radziwiłł, évêque de 1507 à 1519. L'évêque suivant, Jan, est le fils naturel du roi de Pologne, grand-duc de Lituanie, Zygmunt Ier . Paweł Holszański lui succède à partir du 15 mars 1536, jusqu'à sa mort, il est évêque de Vilnius. 
Au cours de son mandat d'évêque, Holszański a fondé plusieurs dizaines de nouvelles paroisses dans les régions frontalières de la Pologne et de la Lituanie. La Réforme protestante a commencé à se diffuser en Lituanie dans les années 1530. Déjà combattu par son prédécesseur, il a convaincu le roi de Pologne, grand-duc de Lituanie Zygmunt Ier d'expulser Stanislovas Rapalionis et Abraham Kulvietis, deux théologiens luthériens en Lituanie. 
Il est mort à Vilnius le 4 septembre 1555.